# Direktion Bundesbereitschaftspolizei
Die Direktion Bundesbereitschaftspolizei (BPOLD BP) ist eine deutsche Unterbehörde der Bundespolizei, welche die Bundesbereitschaftspolizei führt und dem Bundespolizeipräsidium unmittelbar nachgeordnet ist. Mit 6200 Beschäftigten, davon 5100 Polizeivollzugsbeamten, ist sie die personalstärkste und größte der elf Direktionen der Bundespolizei. Sitz der Bundespolizeibehörde ist Fuldatal nördlich von Kassel im Bundespolizeistandort „Dr.-Konrad-Adenauer“, welcher sich zu einem Drittel auch auf das Gemeindegebiet von Vellmar erstreckt.

## Aufgaben
Die Direktion Bundesbereitschaftspolizei führt, koordiniert und unterstützt die zehn Bundespolizeiabteilungen. Sie sorgt für eine gleichmäßige Auslastung und den effizienten Einsatz der Kräfte der Bereitschaftspolizei des Bundes und stellt spezielle Führungs- und Einsatzmittel bereit. Die örtliche Zuständigkeit erstreckt sich über das gesamte Bundesgebiet (BPolZV).
Zu den Aufgaben der Bundesbereitschaftspolizei zählen die:
1. Verstärkung aus besonderen Anlässen mit Schwerpunkteinsätzen geschlossener Einsatzeinheiten,
2. Unterstützung der Polizeien der Länder bei deren Aufgabenbewältigung in Fällen von besonderer Bedeutung,
3. Unterstützung des Bundeskriminalamtes und anderer Behörden aus besonderem Anlass (zum Beispiel Personen- und Raumschutz, Absperrmaßnahmen, Durchsuchungen),
4. Bewältigung besonderer Gefahrenlagen,
5. Mitwirkung an polizeilichen oder anderen nichtmilitärischen Aufgaben im Rahmen von internationalen Maßnahmen und
6. Verwendung für humanitäre Zwecke oder zur Wahrnehmung dringender Interessen der Bundesrepublik Deutschland im Ausland.

## Gliederung
Die Direktion Bundesbereitschaftspolizei wird von einem Präsidenten und einem Ständigen Vertreter geleitet. Daneben verfügt die Direktion über Stabsstellen. Die Direktion gliedert sich in die drei „Stabsbereiche“ mit jeweils drei bis fünf Sachbereichen.
- Stabsbereich 1 Einsatz
- Stabsbereich 2 Polizeitechnik/Materialmanagement
- Stabsbereich 3 Verwaltung

### Bundespolizeiabteilungen
Der Direktion Bundesbereitschaftspolizei sind nachgeordnet:
- Bundespolizeiabteilung Ratzeburg (BPOLABT RZ)
- Bundespolizeiabteilung Uelzen (BPOLABT UE)
- Bundespolizeiabteilung Duderstadt (BPOLABT DUD)
- Bundespolizeiabteilung Sankt Augustin (BPOLABT STA)
- Bundespolizeiabteilung Hünfeld (BPOLABT HÜN)
- Bundespolizeiabteilung Bad Bergzabern (BPOLABT BBZ)
- Bundespolizeiabteilung Deggendorf (BPOLABT DEG)
- Bundespolizeiabteilung Bayreuth (BPOLABT BT)
- Bundespolizeiabteilung Bad Düben (BPOLABT BDÜ)
- Bundespolizeiabteilung Blumberg (BPOLABT BLU)

Zu den Einsatzkräften der Bundesbereitschaftspolizei zählen 28 Einsatzhundertschaften (EHu), fünf Beweissicherungs- und Festnahmehundertschaften (BFHu) sowie fünf Technische Einsatzhundertschaften(THu). Jeder Abteilung verfügt zudem über eine Unterstützungseinheit (UE) mit verschiedenen Spezialkräften und Unterstützungseinheiten, Beweissicherungs- und Dokumentationseinheiten, die die technische Beweissicherung bei Festnahmen von Straftätern mit gerichtsverwertbaren Video-/Fotoaufzeichnungen sicherstellen und Aufklärungseinheiten, die die offene und verdeckte Beschaffung von Informationen, insbesondere durch eine gezielte Überwachung von Personen, Objekten oder Ereignissen gewährleisten.

#### Einsatzhundertschaften (EHu)
Die Bundespolizeiabteilungen verfügen über insgesamt 28 Einsatzhundertschaften, die sich in Einsatzzüge mit Gruppen, teilweise Halbgruppen und Trupps unterteilen. Einsatzhundertschaften sind mobile und geschlossene Einheiten mit grundsätzlich etwa 120 Beamten. Sie werden von einem Hundertschaftsführer, dessen Stellvertreter und der Hundertschaftsführungsgruppe (zust. für Fahrzeuge, Versorgung, Ausrüstung, Bewaffnung und Vorgangsbearbeitung)geleitet und unterstützt.

#### Beweissicherungs- und Festnahmehundertschaften
Des Weiteren bestehen bei fünf Abteilungen je eine Beweissicherungs- und Festnahmehundertschaft (BFHu), welche aus jeweils drei Beweissicherungs- und Festnahmeeinheiten (BFE) bestehen. Bei den Bundespolizeiabteilungen Uelzen, Blumberg, Bayreuth, Sankt Augustin und Hünfeld ist die dritte BFE zu einer BFE+ ertüchtigt. Diese kommen bei besonderen Gefährdungslagen oder Fahndungen zum Einsatz und unterstützen die GSG 9 der Bundespolizei.

#### Technische Einsatzhundertschaften
Fünf der zehn Abteilungen verfügen über je eine Technische Einsatzhundertschaft, die sich in je zwei Technische Einsatzeinheiten und eine Wasserwerfer-Sonderwagen-Einheit gliedern. Ihre Aufgaben sind Absperrungen und Kontrollstellen zu errichten und zu räumen, Unkonventionelle Spreng- und Brandvorrichtungen zu suchen zu und markieren, ABC-Kampfmittel zu detektieren und Einsatzkräfte zu dekontaminieren, Einsatzanlagen zur Energieversorgung und Beleuchtung zu errichten sowie Trinkwasser aufzubereiten und zu transportieren.

## Geschichte
Die Direktion Bundesbereitschaftspolizei wurde 2008 errichtet. Zuvor war an dem Standort das Bundespolizeipräsidium Mitte stationiert.